# 都町 (大分市)
都町（みやこまち）は、大分県大分市の地名。現行行政町名は都町一丁目から都町四丁目。住居表示実施済区域。

## 地理
大分市中心部に位置する。大分市を代表する歓楽街である。北で千代町、東で県道511号大分港線を挟んで荷揚町、南で国道197号（昭和通り）を挟んで中央町、西で寿町に隣接する。地区内は、東から西に1-4
丁目に分かれる。多くの飲食店が集中する大分県を代表する歓楽街で、地元で「都町に行く」と言えば、酒を飲みに行くことを意味する。

## 歴史
かつては寺町と呼ばれ、1505年（永正2年）に創建された本宮山常妙寺などの寺が多くあった。常妙寺は近年まで町域内に残っていたが、1990年代前半に郊外に移転している。

## 世帯数と人口
2022年（令和4年）3月31日現在（大分市発表）の世帯数と人口は以下の通りである。
| 丁目       | 世帯数  | 人口  |
| ---------- | ------- | ----- |
| 都町一丁目 | 42世帯  | 45人  |
| 都町二丁目 | 114世帯 | 157人 |
| 都町三丁目 | 202世帯 | 281人 |
| 都町四丁目 | 47世帯  | 72人  |
| 計         | 405世帯 | 555人 |

### 人口の変遷
国勢調査による人口の推移。
| 1995年（平成7年）  | 684人 | [ 5 ]  |  |
| 2000年（平成12年） | 551人 | [ 6 ]  |  |
| 2005年（平成17年） | 650人 | [ 7 ]  |  |
| 2010年（平成22年） | 665人 | [ 8 ]  |  |
| 2015年（平成27年） | 535人 | [ 9 ]  |  |
| 2020年（令和2年）  | 534人 | [ 10 ] |  |

### 世帯数の変遷
国勢調査による世帯数の推移。
| 1995年（平成7年）  | 404世帯 | [ 5 ]  |  |
| 2000年（平成12年） | 312世帯 | [ 6 ]  |  |
| 2005年（平成17年） | 388世帯 | [ 7 ]  |  |
| 2010年（平成22年） | 397世帯 | [ 8 ]  |  |
| 2015年（平成27年） | 344世帯 | [ 9 ]  |  |
| 2020年（令和2年）  | 374世帯 | [ 10 ] |  |

## 学区
市立小・中学校に通う場合、学区は以下の通りとなる（2022年4月時点）。
| 丁目       | 番・番地等 | 義務教育学校     |
| ---------- | ---------- | ---------------- |
| 都町一丁目 | 全域       | 大分市立碩田学園 |
| 都町二丁目 | 全域       | 大分市立碩田学園 |
| 都町三丁目 | 全域       | 大分市立碩田学園 |
| 都町四丁目 | 全域       | 大分市立碩田学園 |

## 事業所
2016年（平成28年）現在の経済センサス調査による事業所数と従業員数は以下の通りである。
| 丁目       | 事業所数  | 従業員数 |
| ---------- | --------- | -------- |
| 都町一丁目 | 132事業所 | 1,314人  |
| 都町二丁目 | 326事業所 | 1,808人  |
| 都町三丁目 | 243事業所 | 1,261人  |
| 都町四丁目 | 34事業所  | 240人    |
| 計         | 735事業所 | 4,623人  |

## 交通

### 道路
- 国道197号（昭和通り）：都町1丁目-4丁目の南側を通過。
- 大分県道511号大分港線：都町1丁目の東側を通過。「昭和通り」交差点で中央通りに接続。

## 施設
- ジャングル公園
- みずほ銀行 大分支店

## ジャングル公園
都町のほぼ中央には、ジャングル公園が位置しており、飲食時の待ち合わせ場所、休憩場所として親しまれている。
この公園は1952年に完成したもので、当時は630種・700本の多数の樹木が植えられていた。その木々が鬱蒼と茂る様子から、近隣の子供たちにジャングル公園と呼ばれたことが名前の由来とされる。雑居ビルなどに囲まれたこの地区で緑あふれる空間は憩いの場となっていたが、その一方で、見通しが悪かったためしばしば犯罪行為が発生することが問題とされてきた。
そこで、1990年代に行われた大分市中心部の5つの公園のリニューアル事業の一環として、1996年に「光」をテーマに改良工事が行われ、名前の由来となった樹木が86本に減った一方、見通しの良いスペースにからくり時計、屋外ステージ、公衆便所等が設けられ、安全性は高まった。

## その他

### 日本郵便
- 郵便番号 : 870-0034[2]（集配局 : 大分中央郵便局[14]）。